# Martovo pole

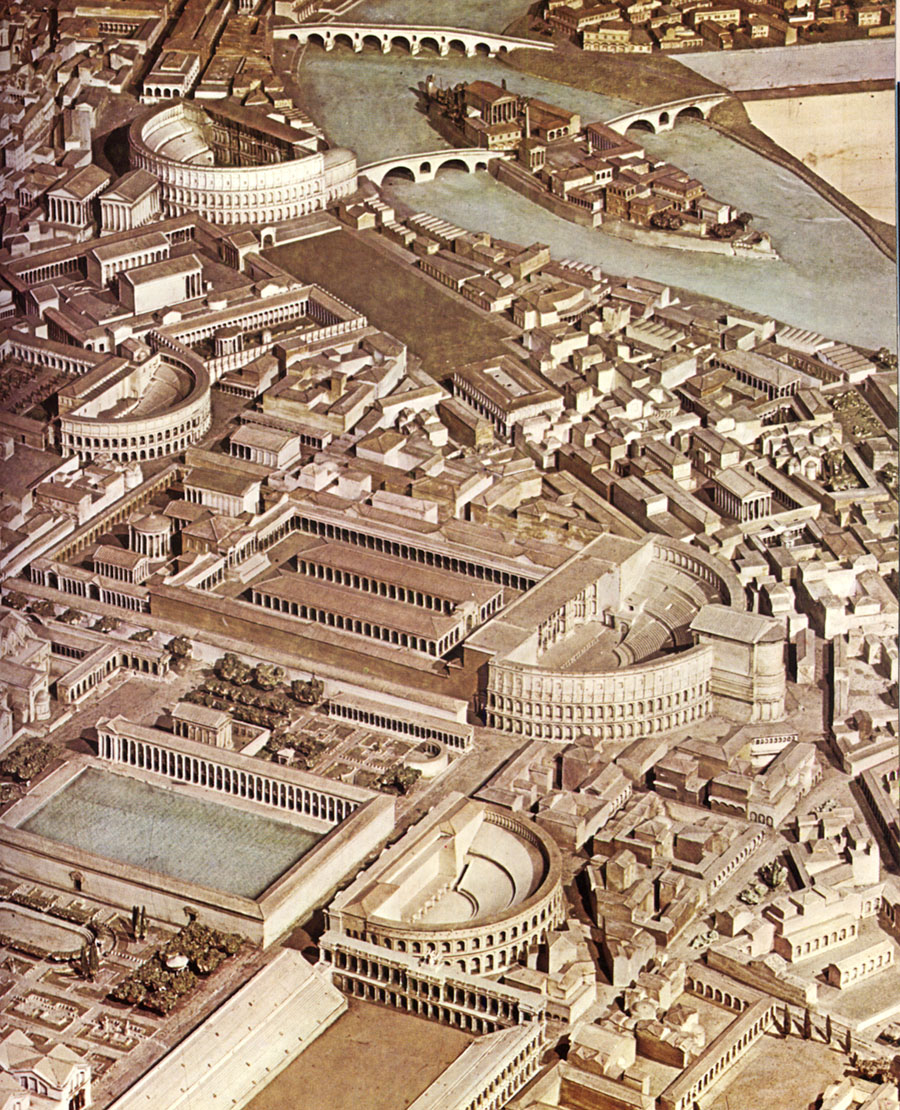
Západní část Martova pole za dob antiky (rekonstrukce)

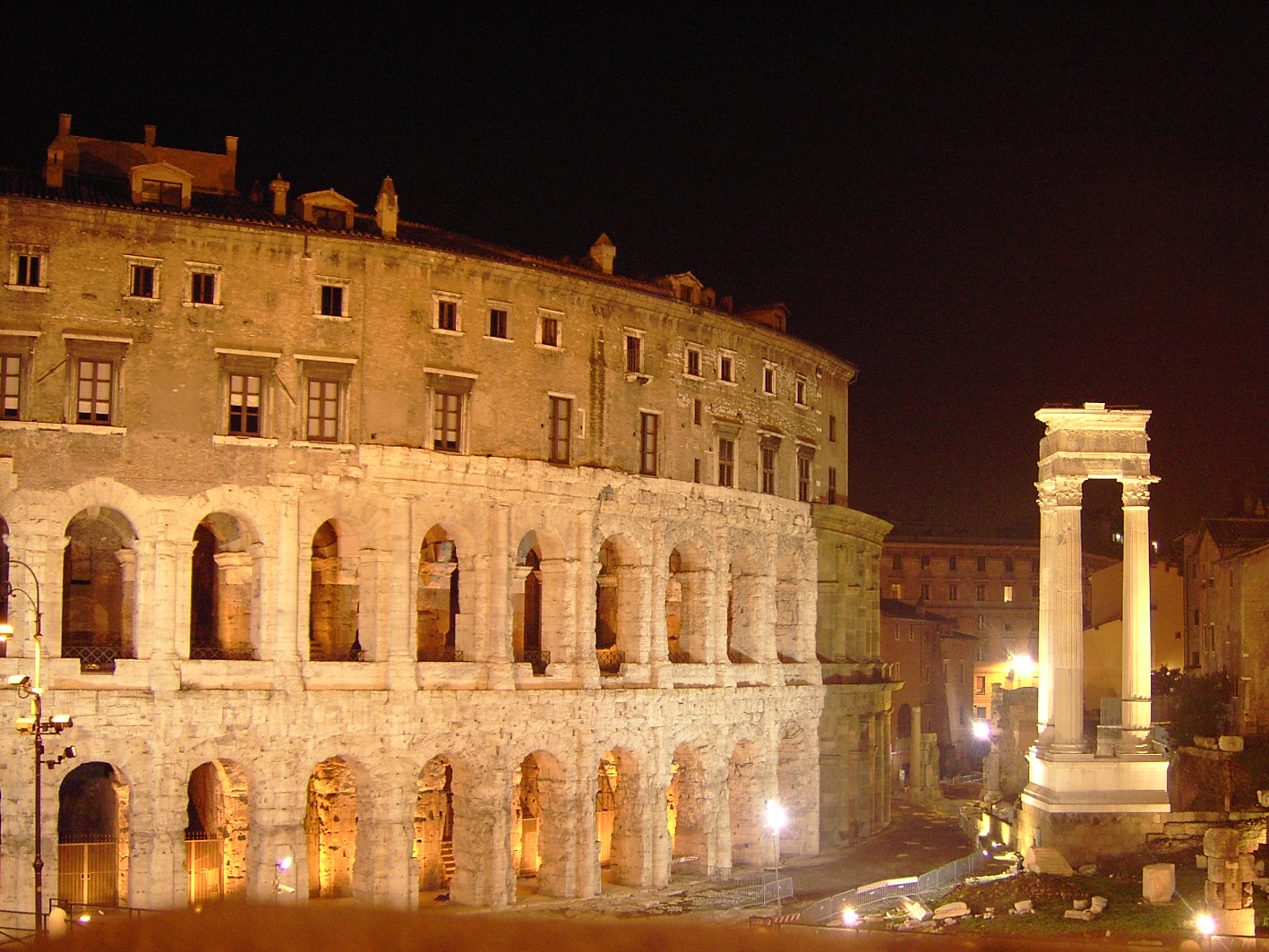
Marcellovo divadlo dnes

Martovo pole (Campus Martius) byla oblast v Římě ve veřejném vlastnictví, velká 250 hektarů. Původně leželo Martovo pole mimo hradby města a proto se stalo přirozeným místem k přijetí zahraničních vládců a vyslanců, kteří neměli přístup do města.
Martovo pole byla nížina západně od Via Lata a ohybem Tibery. V pozdějších dobách bylo místem římských triumfálních pochodů po úspěšném skončení válečného tažení.
Od dob Sully byly prodávány parcely vlivným Římanům, kteří zneužili veřejného prostranství k zastavění vilami a velkými nájemnými činžáky (insulae). Pompeius zde vybudoval roku 55 př. n. l. první kamenné divadlo, Pompeiovo divadlo. Dne 15. březen 44 př. n. l. byl v tomto divadle na zasedání senátu zavražděn Gaius Julius Caesar. Protože na fóru probíhaly stavební práce, senát se sešel výjimečně v tomto divadle. Marcus Vipsanius Agrippa přeměnil močálovité území na parky s jezírky, postavil zde Porticus Argonautarum a Laconicum Sudatorium.
V severní části nechal senát zbudovat Solarium Augusti a v téže době také Ara Pacis. Obě stavby byly zasvěceny 30. ledna roku 9 př. n. l. S rozvojem města ke konci republiky a v raném principátu bylo v tomto místě vybudováno více a více budov. Mezi významné budovy patří Augustovo mauzoleum a Marcellovo divadlo. Ke konci 2. století zde byl postaven sloup Marka Aurelia na počest císaře Marka Aurelia.
Po přerušení akvaduktů obyvatelstvo opustilo okolní výšiny a obývalo Martovo pole do doby, než se Řím v roce 1870 stal hlavním městem sjednocené Itálie a začal se znovu rozvíjet.